# 청년단 야구대회 우승기
청년단 야구대회 우승기(靑年團 野球大會 優勝旗)는 전조선야구대회에서 우승한 선수단에게 수여했던 우승기로, 대한민국의 국가등록문화재 제498호로 등록되었다.

## 지정 사유
1920년 7월 13일에 발족한 조선체육회가 전조선야구대회(중학단,청년팀) 중 청년단야구대회 우승팀에게 수여한 우승기로서, 위쪽에는 '청년단야구대회(靑年團野球大會)'가, 중앙에는 월계수와 '우(優)'가 새겨져 있다.
전조선야구대회(1920)는 이후 전조선축구대회(1921), 전조선정구대회(1921) 등 각종 경기대회와 함께 1934년 전조선종합경기대회로 통합되면서 전국체육대회의 기점이 되었다.
이 유물은 현 대한체육회의 전신인 조선체육회가 개최한 전조선야구대회 초기의 청년단 우승팀에게 수여한 우승기로서, 근대 체육사에서 의미가 큰 유물이다.